# Čistoća Banja Luka
Čistoća (code BLSE : CIST-R-A) est une entreprise bosnienne de traitement des déchets urbains, de la collecte jusqu'à leur élimination.
C'est une filiale de Zagrebaki Holding.